# Nothocercus
A Nothocercus a madarak osztályának tinamualakúak (Tinamiformes) rendjébe és a tinamufélék (Tinamidae) családjába tartozó nem.

## Rendszerezésük
A nemet Charles Lucien Jules Laurent Bonaparte francia ornitológus 1856-ban, az alábbi 3 faj tartozik:
- Bonaparte-tinamu (Nothocercus bonapartei)
- Nothocercus julius
- Nothocercus nigrocapillus

## Előfordulásuk
Costa Rica és Panama területén, valamint Dél-Amerikában, az Andok hegységben honosak. A természetes élőhelyük szubtrópusi és trópusi esőerdők. Állandó, nem vonuló fajok.

## Megjelenésük
Testhosszuk 32-41 centiméter körüli.